# Ailleux
Ailleux est une commune française située dans le département de la Loire, en région Auvergne-Rhône-Alpes, et faisant partie de Loire Forez Agglomération.

## Géographie
| Saint-Thurin            | Saint-Martin-la-Sauveté |             |
|                         | Ailleux                 | Cezay       |
| Saint-Laurent-Rochefort |                         | Saint-Sixte |

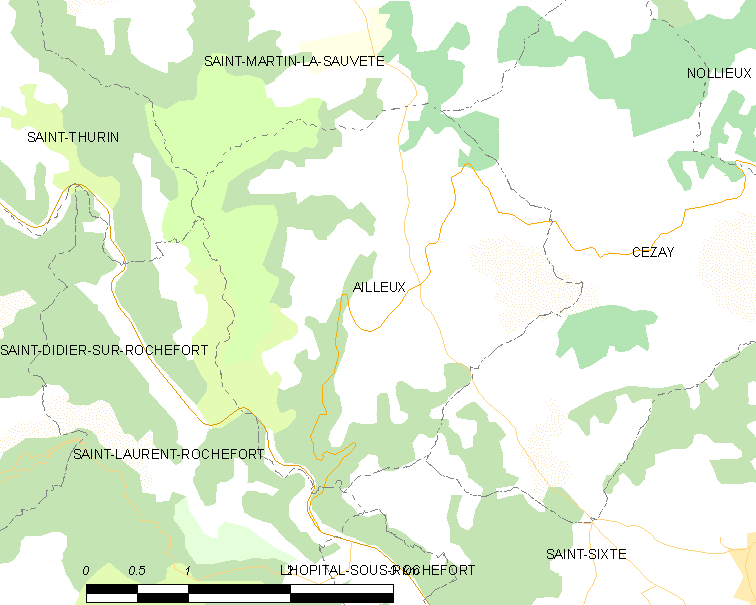
Localisation du village et des communes aux alentours.

Ailleux fait partie du Forez et de la communauté de communes du Pays d'Astrée puis depuis 2017 de Loire Forez Agglomération.

### Climat
Pour des articles plus généraux, voir Climat d'Auvergne-Rhône-Alpes et Climat de la Loire.
En 2010, le climat de la commune est de type climat des marges montargnardes, selon une étude du Centre national de la recherche scientifique s'appuyant sur une série de données couvrant la période 1971-2000. En 2020, Météo-France publie une typologie des climats de la France métropolitaine dans laquelle la commune est exposée à un climat de montagne ou de marges de montagne et est dans la région climatique Nord-est du Massif Central, caractérisée par une pluviométrie annuelle de 800 à 1 200 mm, bien répartie dans l’année.
Pour la période 1971-2000, la température annuelle moyenne est de 9,8 °C, avec une amplitude thermique annuelle de 16 °C. Le cumul annuel moyen de précipitations est de 943 mm, avec 10,6 jours de précipitations en janvier et 7,6 jours en juillet. Pour la période 1991-2020, la température moyenne annuelle observée sur la station météorologique de Météo-France la plus proche, « Boën-sur-Lignon », sur la commune de Boën-sur-Lignon à 8 km à vol d'oiseau, est de 11,8 °C et le cumul annuel moyen de précipitations est de 629,5 mm,. Pour l'avenir, les paramètres climatiques de la commune estimés pour 2050 selon différents scénarios d'émission de gaz à effet de serre sont consultables sur un site dédié publié par Météo-France en novembre 2022.

## Urbanisme

### Typologie
Au 1er janvier 2024, Ailleux est catégorisée commune rurale à habitat très dispersé, selon la nouvelle grille communale de densité à sept niveaux définie par l'Insee en 2022.
Elle est située hors unité urbaine et hors attraction des villes,.

### Occupation des sols
L'occupation des sols de la commune, telle qu'elle ressort de la base de données européenne d’occupation biophysique des sols Corine Land Cover (CLC), est marquée par l'importance des territoires agricoles (60,9 % en 2018), une proportion identique à celle de 1990 (60,9 %). La répartition détaillée en 2018 est la suivante : 
prairies (53,7 %), forêts (34,9 %), zones agricoles hétérogènes (7,2 %), milieux à végétation arbustive et/ou herbacée (4,2 %). L'évolution de l’occupation des sols de la commune et de ses infrastructures peut être observée sur les différentes représentations cartographiques du territoire : la carte de Cassini (XVIIIe siècle), la carte d'état-major (1820-1866) et les cartes ou photos aériennes de l'IGN pour la période actuelle (1950 à aujourd'hui).

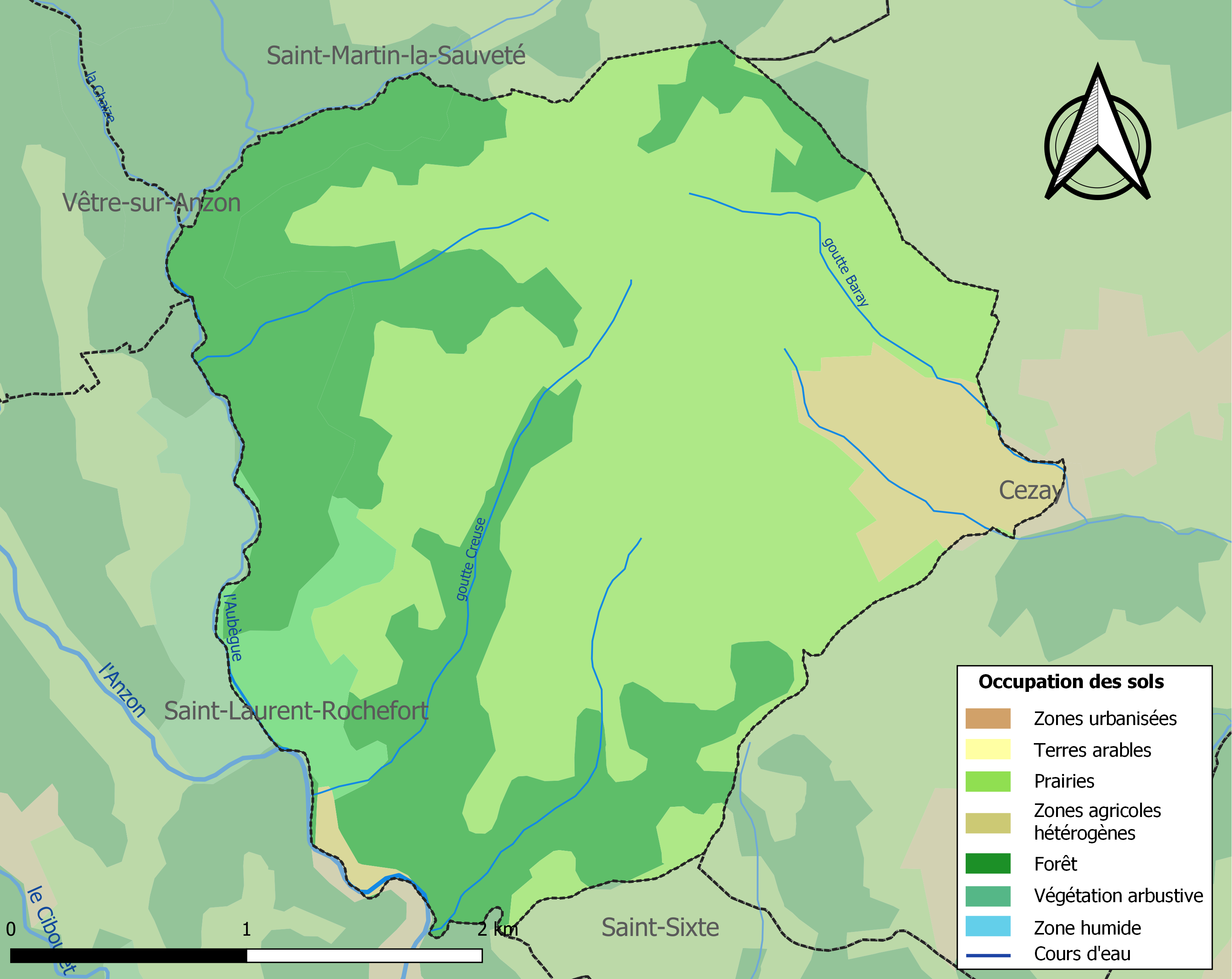
Carte des infrastructures et de l'occupation des sols de la commune en 2018 (CLC).

## Toponymie
Dans les textes médiévaux, le village est transcrit Aalleu en 1209, Aleu en 1269, Aylliaci en 1348, Ailliau en 1754 et Allieu-en-Bussy en 1770.
Le nom d'Ailleux pourrait venir d'Allius, nom de propriétaire romain, suivi du suffixe gallo-romain -acum.

## Politique et administration
| Période                                  | Période  | Identité            | Étiquette | Qualité |
| ---------------------------------------- | -------- | ------------------- | --------- | ------- |
| Les données manquantes sont à compléter. |          |                     |           |         |
| ?                                        | 1994     | Marcel Louison      | DVG       |         |
| 1994                                     | 2001     | Michel Simon        | DVD       |         |
| 2001                                     | 2008     | Jean-Claude Fragne  |           |         |
| 2008                                     | 2014     | Jean-Marie Joliveau |           |         |
| 2014                                     | mai 2020 | Jean-Marie Multeau  |           |         |
| mai 2020                                 | En cours | Alban Fontenille    |           |         |

Ailleux  faisait partie de la communauté de communes du Pays d'Astrée de 1995 à 2016 puis a intégré Loire Forez Agglomération.

## Démographie
Les habitants sont nommés les Ailleutains.
L'évolution du nombre d'habitants est connue à travers les recensements de la population effectués dans la commune depuis 1793. Pour les communes de moins de 10 000 habitants, une enquête de recensement portant sur toute la population est réalisée tous les cinq ans, les populations de référence des années intermédiaires étant quant à elles estimées par interpolation ou extrapolation. Pour la commune, le premier recensement exhaustif entrant dans le cadre du nouveau dispositif a été réalisé en 2008.

En 2022, la commune comptait 179 habitants, en évolution de +13,29 % par rapport à 2016 (Loire : +1,32 %, France hors Mayotte : +2,11 %).
| 1793 | 1800 | 1806 | 1821 | 1831 | 1836 | 1841 | 1846 | 1851 |
| ---- | ---- | ---- | ---- | ---- | ---- | ---- | ---- | ---- |
| 400  | 227  | 305  | 377  | 343  | 327  | 333  | 370  | 383  |

| 1856 | 1861 | 1866 | 1872 | 1876 | 1881 | 1886 | 1891 | 1896 |
| ---- | ---- | ---- | ---- | ---- | ---- | ---- | ---- | ---- |
| 392  | 364  | 376  | 355  | 362  | 347  | 354  | 366  | 358  |

| 1901 | 1906 | 1911 | 1921 | 1926 | 1931 | 1936 | 1946 | 1954 |
| ---- | ---- | ---- | ---- | ---- | ---- | ---- | ---- | ---- |
| 364  | 385  | 372  | 326  | 315  | 283  | 302  | 286  | 251  |

| 1962 | 1968 | 1975 | 1982 | 1990 | 1999 | 2006 | 2008 | 2013 |
| ---- | ---- | ---- | ---- | ---- | ---- | ---- | ---- | ---- |
| 217  | 185  | 128  | 120  | 134  | 143  | 149  | 151  | 148  |

| 2018 | 2022 | - | - | - | - | - | - | - |
| ---- | ---- | - | - | - | - | - | - | - |
| 170  | 179  | - | - | - | - | - | - | - |

## Culture locale et patrimoine

### Lieux et monuments

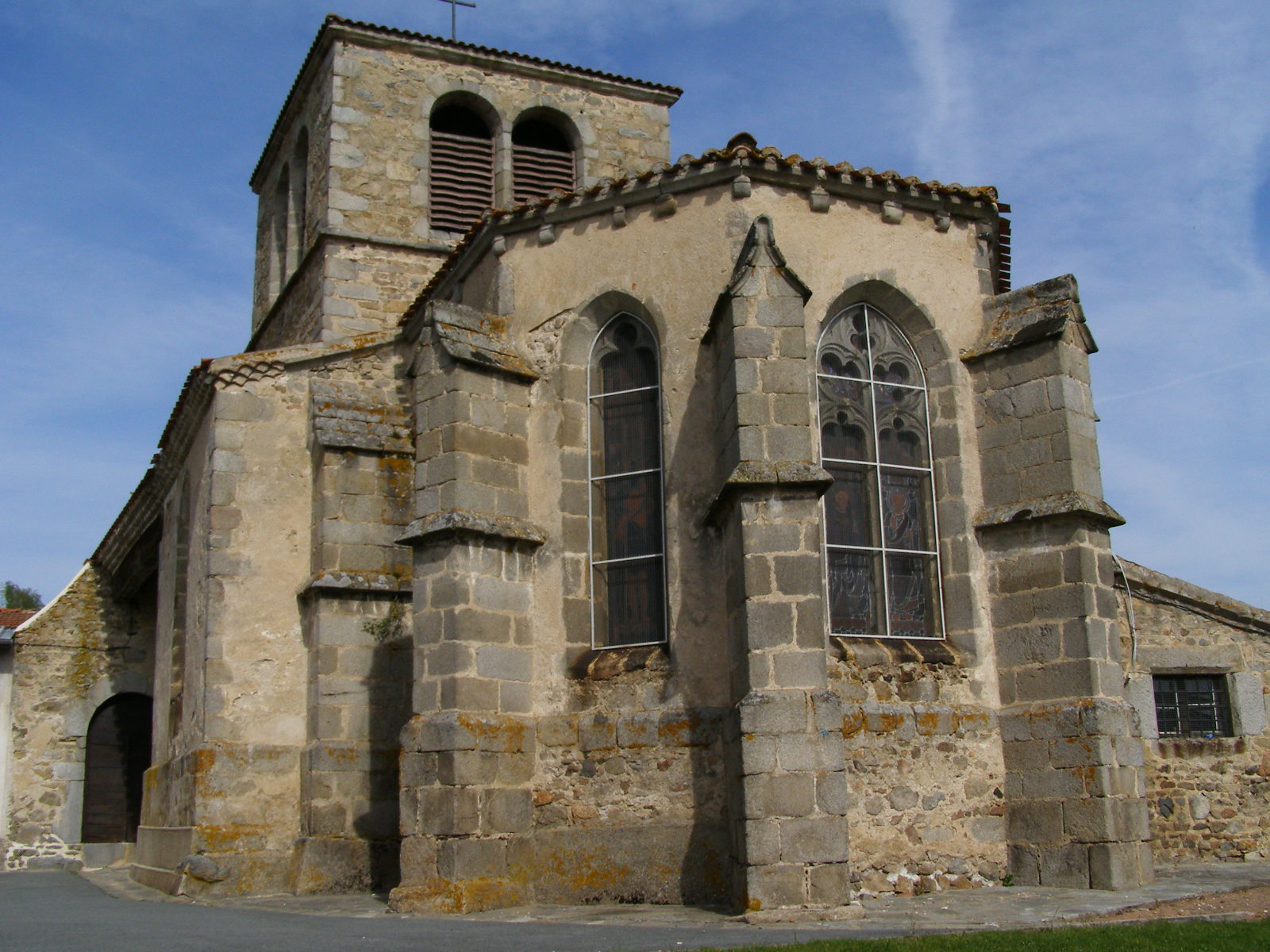
Église Saint-Pierre.

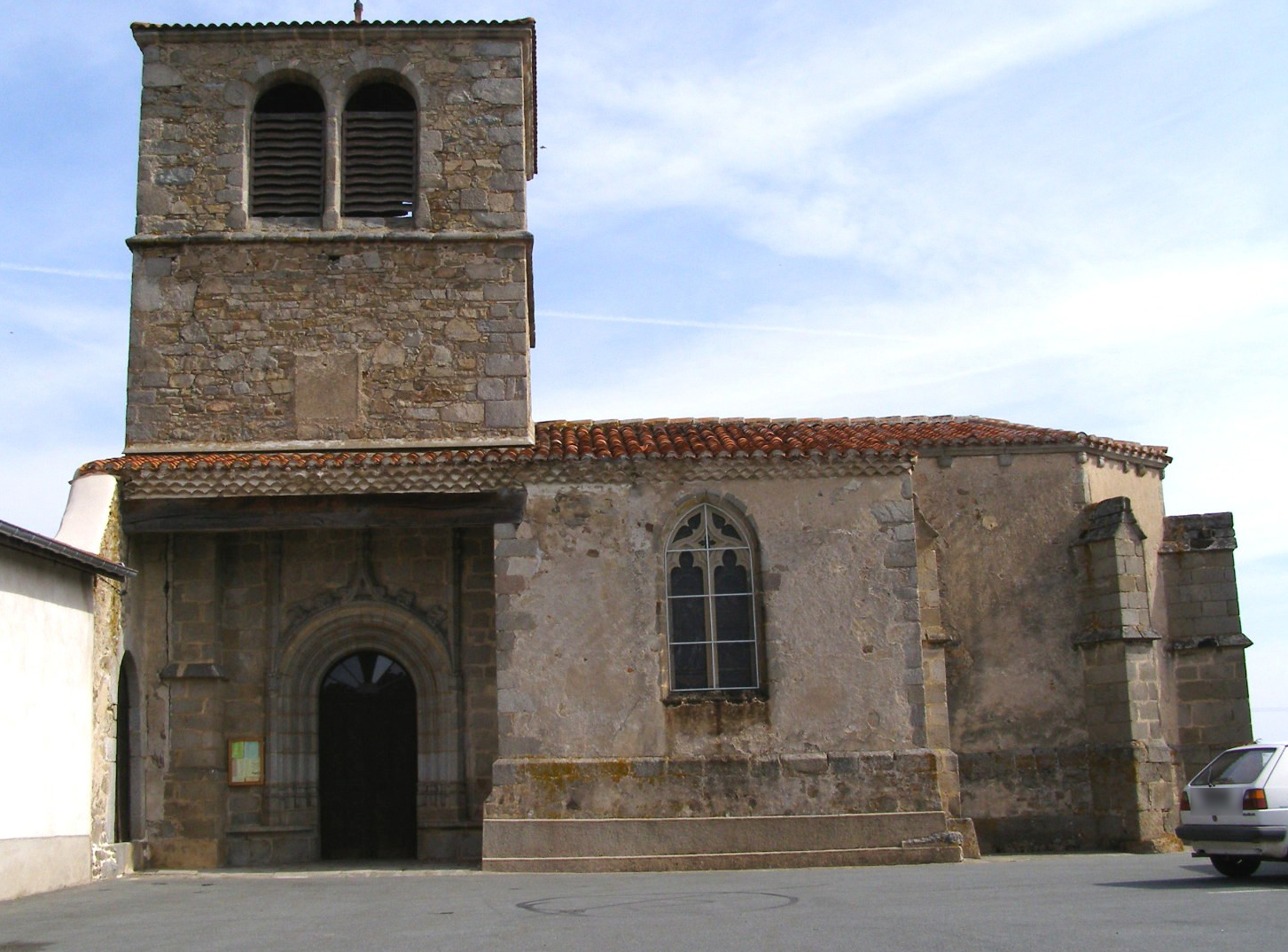
Église Saint-Pierre.

- église paroissiale Saint-Pierre d'Ailleux. Elle est inscrite à l'Inventaire général du patrimoine culturel[19].
  - coffret aux saintes huiles (boîte aux saintes huiles) - 4e quart XVIe siècle
  - 6 chandeliers d'autel - XVIIIe siècle
  - calice - XVIIe siècle
  - ciboire - 4e quart XVIIe siècle ; 1er quart XVIIIe siècle
  - croix de procession - XVIe siècle
  - croix de procession : XVe siècle
  - peinture monumentale (inscription) - 3e quart XVIe siècle
  - seau à eau bénite (bénitier portatif): XVIe siècle